# 세계 토양의 날
세계 토양의 날은 UN(국제연합)에서 인간 활동에 필수불가결한 토양의 중요성을 널리 알리고 토양을 자원으로 보호하기 위해 지정한 날로, 매년 12월 5일에 해당한다.

## '세계 토양의 날' 유래
2012년 6월에 열린 제144차 FAO 이사회에서 태국정부가‘세계 토양의 날’과 ‘세계 토양의 해’ 지정을 제안하였다. 이후 딱 일 년 만인 2013년 6월, 제38차 FAO 총회에서 제안이 승인되었고, 2013년 11월 제68차 UN정기총회에서 매년 12월 5일을 ‘세계 토양의 날’로, 2015년을 ‘세계 토양의 해’로 정할 것을 선포함으로써 역사가 시작되었다.

## 토양의 가치
지구의 표면을 덮고 있는 토양은 생물의 생산, 생물의 배양과 분해·정화, 양분·수분·탄소 등의 저장, 생물다양성의 보존 등 다양한 기능을 담당하고 있는 생태계의 필수 물질이다. 특히 인간에게는 식량 생산 기반이며 각종 산업원료의 공급원인 인류발전의 토대이기도 하다.   
토양은 지구 표면의 암석 부스러기와 동식물의 유기물이 섞여 생성되는데, 이러한 표토층이 만들어지기 위해서는 수백 년의 시간이 소요된다. 따라서 토양은 한 번 훼손되면 재생되기 매우 어려운 한정된 자원과 다름 없다. 대부분의 토양오염은 대기오염이나 수질오염에 비해 직접적인 피해를 즉시 확인하기 어렵다. 오염이 축적되고 그 피해가 심각해진 이후에야 발견되는 경우가 많기 때문에 사전에 토양오염을 적극 예방하고 관리하는 것이 효과적이다.

## 같이 보기
- 토양보전